# Veles (ville)
Pour les articles homonymes, voir Veles.
Veles (en macédonien : Велес ) est une commune et une ville du centre de la Macédoine du Nord, traversée par le fleuve Vardar. La commune comptait 48 914 habitants en 2021 et s'étend sur 427,45 km2. La ville en elle-même comptait alors 40 664 habitants, le reste de la population étant réparti dans les villages alentour. C'est le principal centre économique du centre du pays.
Elle porta le nom de Titov Veles (en macédonien : Титов Велес), de 1946 à 1991, lorsqu'elle faisait partie de la république fédérative socialiste de Yougoslavie.

## Géographie

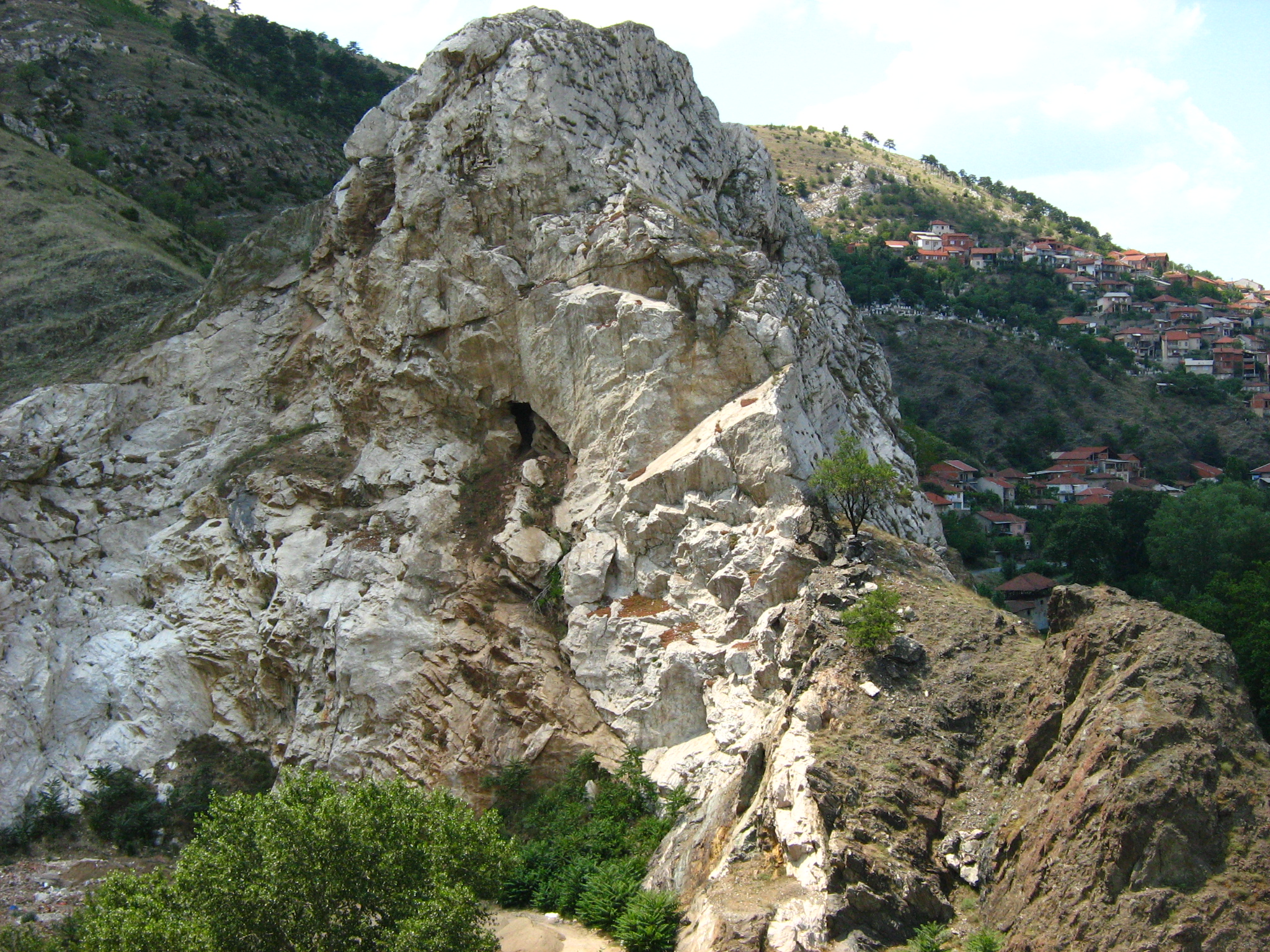
Paysage rocheux à la sortie de la ville.

La commune de Veles se trouve au centre du pays, dans la vallée du Vardar, le plus grand axe de communication macédonien, emprunté par une autoroute et une voie ferrée. Cet axe relie Skopje à Gevgelija, et à l'échelle internationale, Belgrade à Thessalonique. Veles se trouve aussi sur la route qui traverse la Macédoine du Nord d'est en ouest, en passant notamment par Bitola, Prilep et Štip.
Son territoire est limitrophe de ceux des communes de Zelenikovo, Petrovec, Sveti Nikole, Lozovo, Gradsko et Čaška.
En plus de la ville en elle-même, la commune compte 28 villages et hameaux. Il s'agit de Bachino Selo, Belechtevitsa, Bouzalkovo, Vetersko, Gorno Kalaslari, Gorno Orizari, Dolno Kalaslari, Dolno Orizari, Ivankovtsi, Karabounyichté, Krouchyé, Koumarino, Lougountsi, Mamouttchevo, Novatchani, Novo Selo, Oraovets, Otovitsa, Rachtani, R'levtsi, Roudnik, S'lp, Slivnik, Soyaklari, Sopot, Tsrkvino, Tchalochevo et Djidimirtsi.
Le paysage de la commune est marqué par de nombreux petits cours d'eau, affluents du Vardar, et par un environnement de petites montagnes. Les sols, devenus secs à cause d'une agriculture inappropriée, sont soumis à une érosion importante, qui entraîne la désertification de la région. L'urbanisation rapide menace enfin l'écosystème local, refuge d'espèces rares comme l'aigle à tête blanche et la cigogne noire. La commune possède 55 000 hectares de forêts, surtout composées de chênes, et entreprend de grandes opérations de reboisement. Veles connaît un climat continental assez venteux, les vents les plus fréquents venant du nord et du nord-ouest. Le brouillard ainsi que la neige sont fréquents en hiver. La commune reçoit 477 mm d'eau par an.

### Environnement
Veles compte de nombreuses usines qui ne répondent pas toujours aux normes de sécurité et de propreté. Une fonderie de zinc et de plomb, aujourd'hui fermée après une forte mobilisation locale, fut ainsi responsable d'émissions hautement toxiques qui ont par exemple entraîné des malformations chez les nouveau-nés,,.
La qualité de l'air à Veles est classée comme étant très mauvaise (« very poor ») à la date du 16 novembre 2017, selon l'European Air Quality Index (EAQI). La concentration en PM10 (particules fines) s'élève à 183,6 microgrammes par mètre cube d'air. Une analyse des données de l'EAQI montre que Veles se classe dans les villes les plus polluées d'Europe et de manière durable dans le temps.

## Histoire

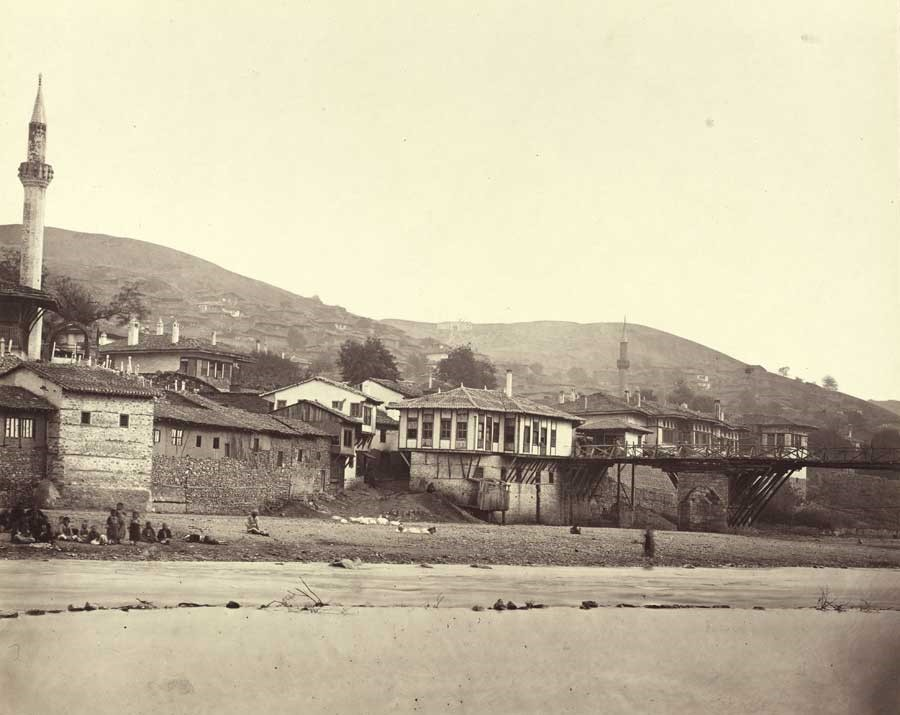
La ville en 1863.

Le site est occupé à partir du Néolithique, et il aurait été choisi par les Péoniens, peuple qui existe dans la région pendant la Protohistoire, pour construire leur capitale, Bylazora. Néanmoins, d'après des recherches archéologiques, cette ville antique se trouverait plutôt sur le sol de la commune voisine de Sveti Nikole. Veles naît plus probablement pendant l'époque byzantine, lorsqu'une forteresse est construite. Au XIIIe siècle, sous la domination serbe, de nombreux monastères sont fondés dans les alentours.
Au XIVe siècle, la Macédoine tombe sous domination ottomane et Veles devient chef-lieu de district. Peu à peu, la population slave de la ville est remplacée par des Turcs mais au milieu du XVIe siècle, Veles compte encore 214 foyers chrétiens pour 35 foyers musulmans. Au XIXe siècle, avec l'apparition du nationalisme macédonien, Veles devient un évêché orthodoxe en 1859 et plusieurs écoles slaves y sont fondées. La ville est par ailleurs soumise à une situation d'insécurité car une soixantaine de bandes de Chrétiens armés sèment le trouble dans la région et Veles participe grandement à l'insurrection d'Ilinden. Ce soulèvement, dirigé contre la domination ottomane, a lieu en 1903 mais se solde par un échec.
En 1913, la ville devient serbe, puis yougoslave en 1918 et enfin, elle fait partie de la Macédoine du Nord indépendante en 1991.

## Administration

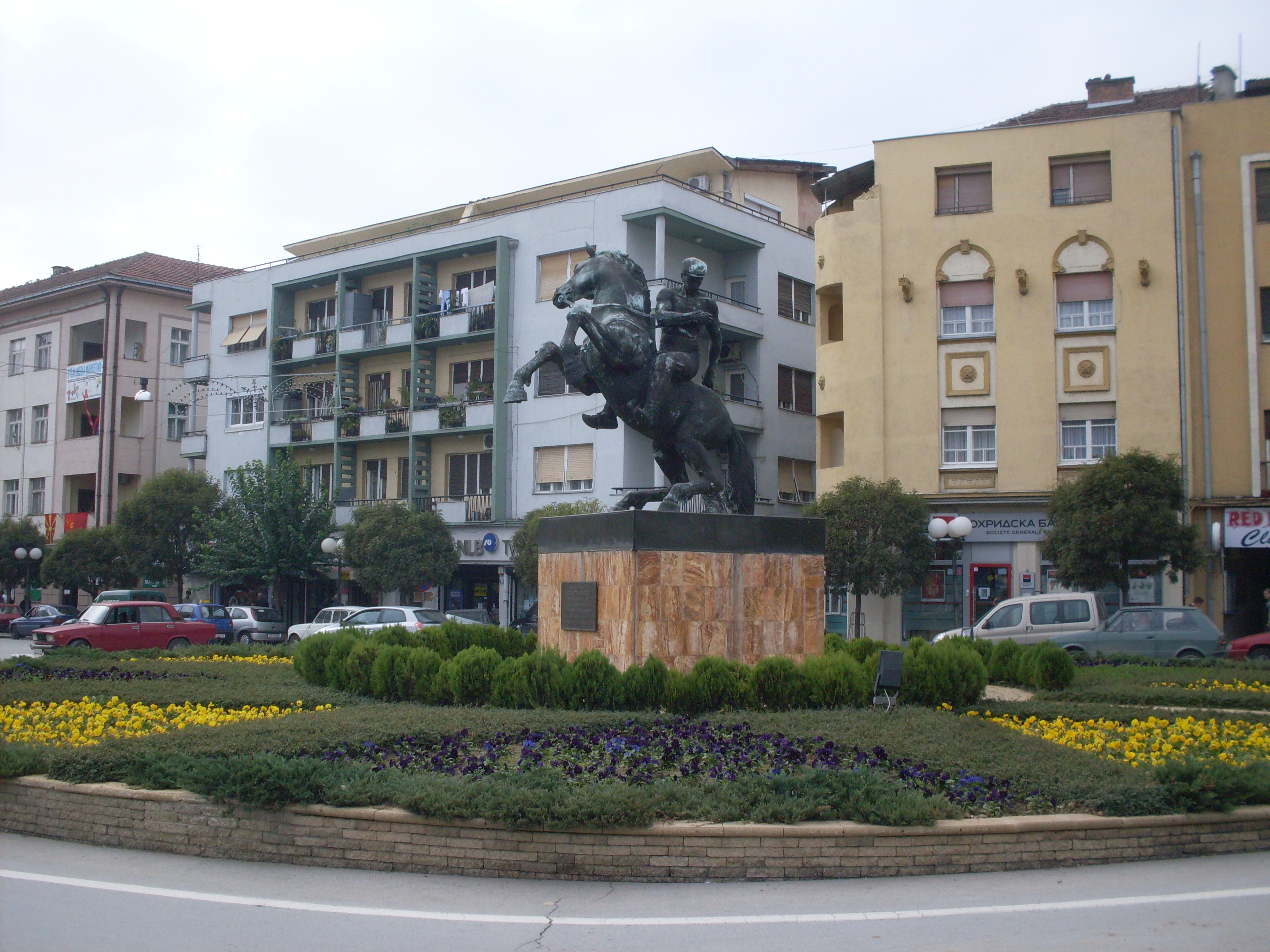
La place centrale et le monument de l'insurrection d'Ilinden.

La commune est administrée par un conseil municipal élu au suffrage universel tous les quatre ans. Il adopte les plans d'urbanisme, accorde les permis de construire, planifie le développement économique local, protège l'environnement, prend des initiatives culturelles et supervise l'enseignement primaire. Il compte 23 conseillers municipaux.
Le pouvoir exécutif est détenu par le maire, lui aussi élu au suffrage universel. Depuis 2021, le maire de Veles est Marko Kolev, membre de VMRO-DPMNE.

## Démographie
Lors du recensement de 2002, la commune comptait :
- Macédoniens : 47 183 (84,86 %)
- Albanais : 4 725 (4,17 %)
- Bosniaques : 1 856 (4,37 %)
- Turcs : 1 751 (1,31 %)
- Roms : 677 (1,45 %)
- Serbes : 402 (0,98 %)
- Valaques : 279 (0,62 %)
- Autres : 729 (0,42 %)

## Économie
Veles fut pendant l'époque communiste un grand centre industriel yougoslave. La plupart des usines de cette époque sont encore en activité, comme une usine d'huile de tournesol, une faïencerie et une briqueterie.

## Culture et tourisme
Veles est la ville natale de Kočo Racin, l'un des plus grands écrivains macédoniens. Pour honorer sa mémoire, la commune organise tous les ans depuis 1964 les « Rencontres de Racin », l'un des évènements poétiques les plus importants des Balkans. La maison natale de l'artiste, typique de l'architecture locale, est également transformée en musée. Les maisons de Jordan Hadži Konstantinov-Džinot, écrivain du XIXe siècle, et de Vasil Glavinov, révolutionnaire communiste, sont elles aussi typiques de la région et ouvertes au public.
Le vieux centre-ville, construit sur des pentes escarpées, est riche en architecture traditionnelle. Il est marqué par la tour de l'horloge turque du XVIe siècle et par le monument qui commémore l'insurrection d'Ilinden qui a eu lieu en 1903. La ville possède deux églises remarquables, l'église Saint-Dimitri, du XIVe siècle, et l'église Saint-Pantaleimon, du XIXe siècle. Dans la périphérie se trouvent d'autres monuments commémoratifs, comme l'ossuaire, qui entretient la mémoire des combattants de la Seconde Guerre mondiale. À l'ouest de la ville s'étendent des forêts propices à la randonnée. Crn Kamen possède des cascades liées à des légendes locales,.

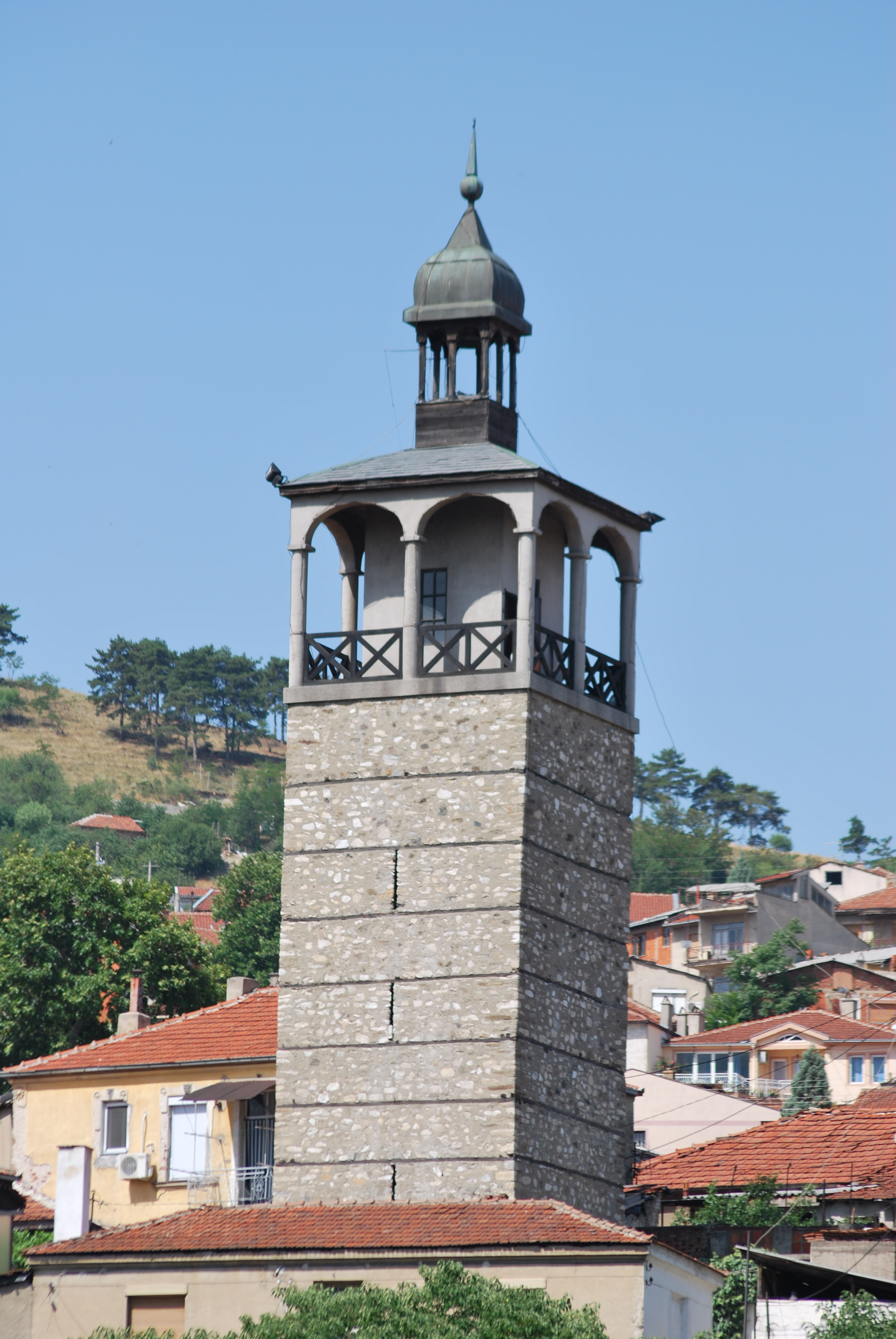
La tour de l'horloge.
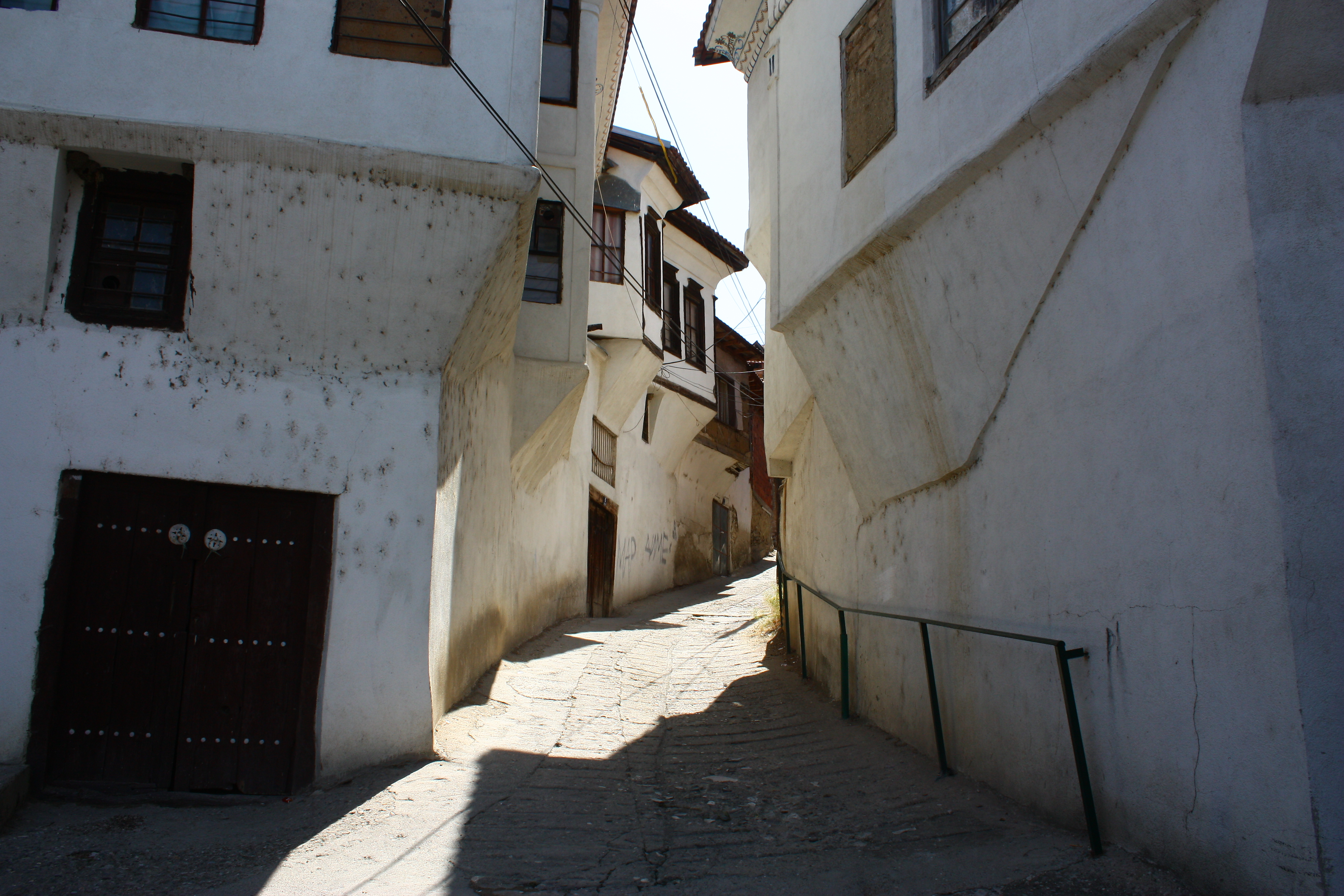
Rue dans le centre ancien.
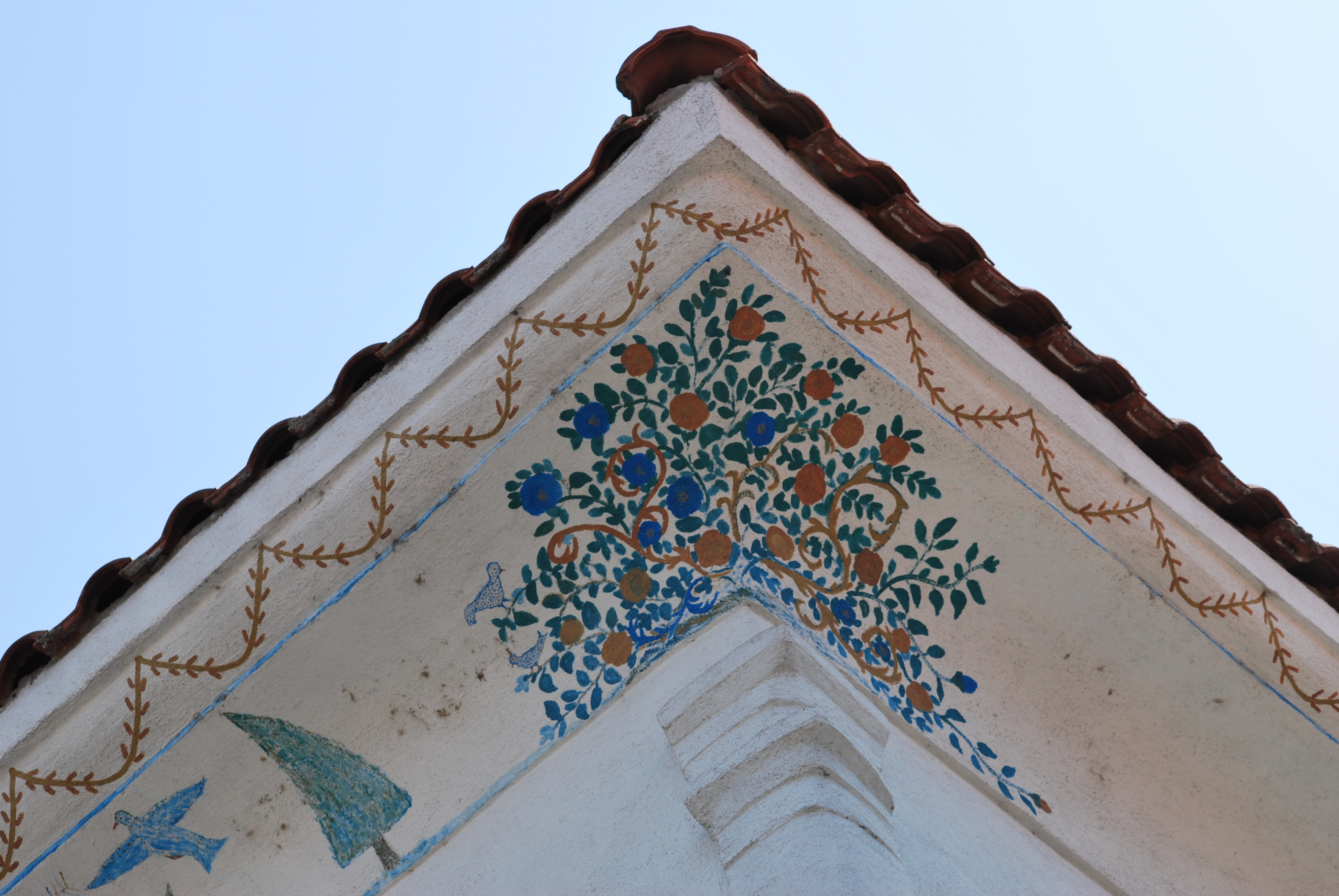
Détail de peinture murale traditionnelle.
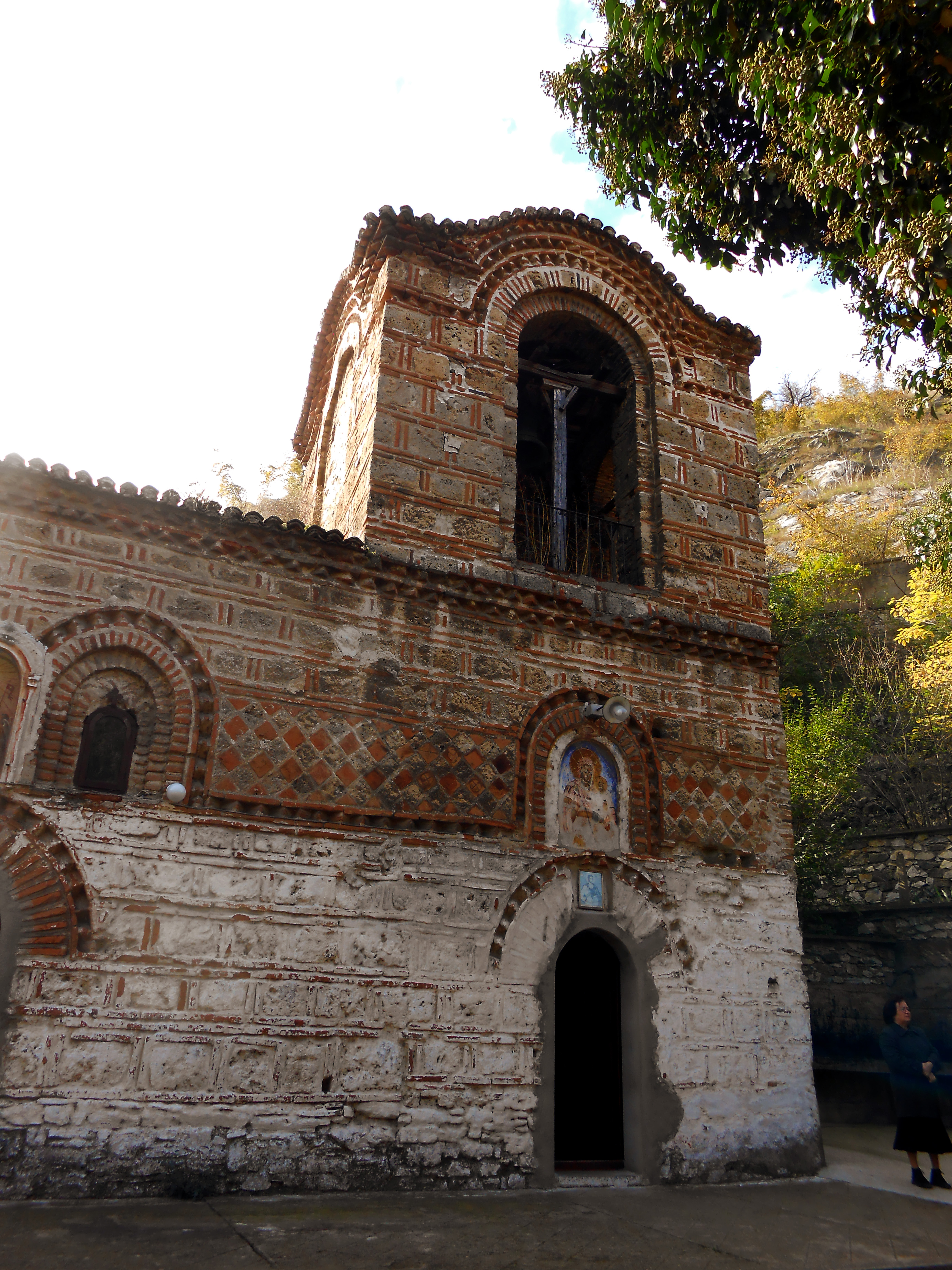
L'église Saint-Dimitri.
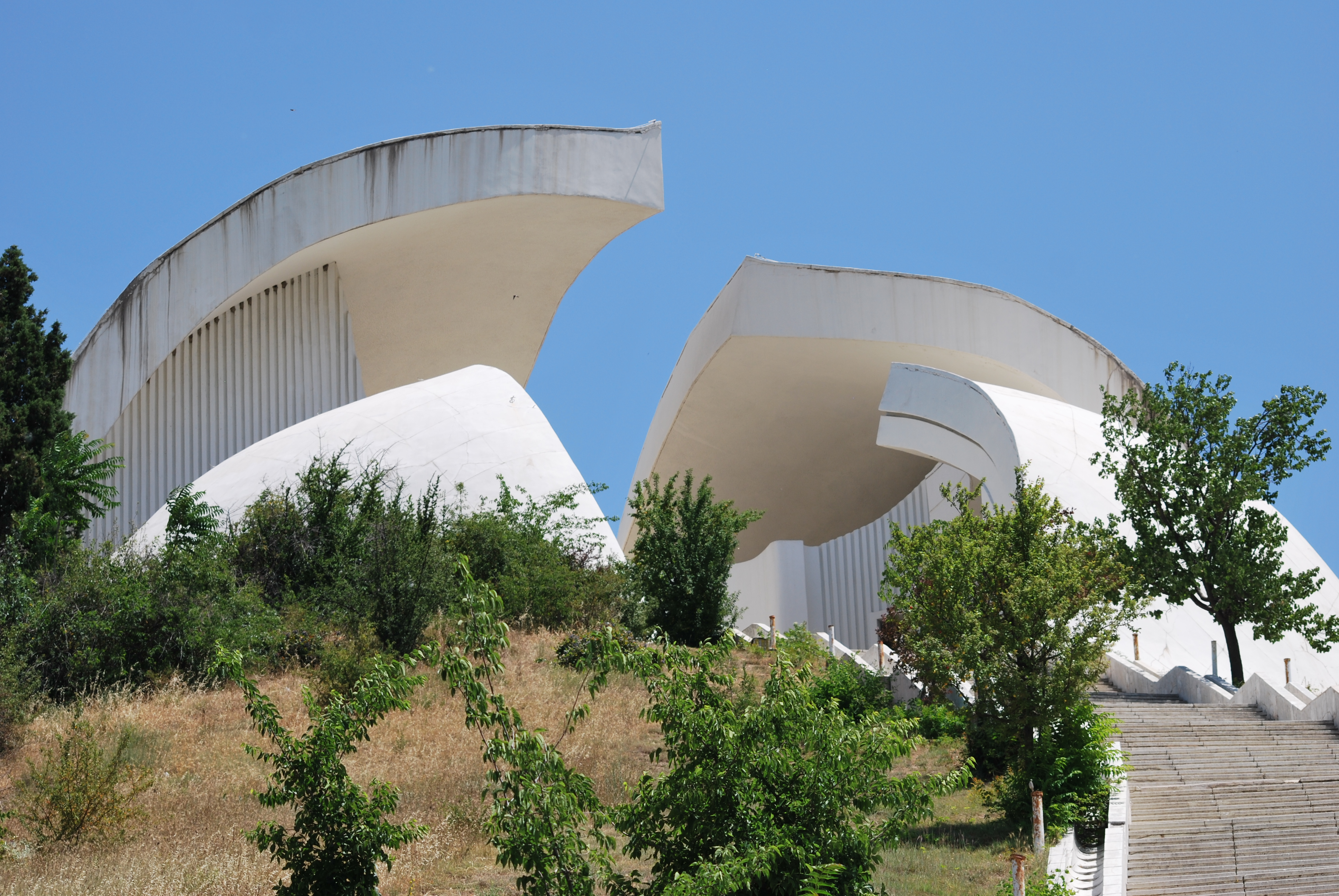
L'ossuaire de la Seconde Guerre mondiale.

## Jumelages et partenariats
| - Svichtov (Bulgarie) - Samobor (Croatie) - Pula (Croatie) - Slobozia (Roumanie) - Celje (Slovénie) - Thermaïkós (Grèce) | - Çan (Turquie) - Užice (Serbie) - Sombor (Serbie) - Niš (Serbie) - Nowogard (Pologne) - Sandanski (Bulgarie) | - Pernik (Bulgarie) - Silistra (Bulgarie) - Virovitica (Croatie) - Cherbourg-en-Cotentin (France) - Karşıyaka (Turquie) - Adalar (Turquie) |